# 高橋明日香
高橋明日香（日语：／ Takahashi Asuka，1999年11月13日—），日本女子羽毛球运动员，亦為現役日本國家羽毛球隊（B隊）成員。栃木縣足利市出生，畢業於富岡第一中学校及県立ふたば未来学園高等学校。現隸屬於優乃克羽毛球部。

## 選手生涯
2016年7月，高橋明日香参加泰國曼谷举办的亞洲青年羽毛球錦標賽，助日本队赢得混团季军。同年11月，她参加西班牙毕尔巴鄂举办的世界青年羽毛球錦標賽，助日本队赢得混团季军。
2016年10月，高橋明日香出戰中華台北羽毛球大師賽，在女單準決賽以0比3（7-11、8-11、8-11）不敵队友川上紗惠奈，但突破了个人方面创下最好的国际佳绩。
2017年5月，高橋明日香出戰樂魚羽毛球國際挑戰賽，在女單準決賽以1比2（21-18、11-21、11-21）不敌资格赛选手、中国的惠夕蕊。
2018年3月，高橋明日香出戰越南羽毛球國際挑戰賽，在女單決賽以1比2（21-13、16-21、14-21）不敌赛会3号种子、印尼的迪娜·迪亚·阿尤丝丁，赢得亞軍。同年6月，她出战加拿大羽毛球公開賽，在女單準決賽以1比2（11-21、21-9、12-21）不敌资格赛选手、中国的李雪芮。
2019年1月，高橋明日香出戰愛沙尼亞羽毛球國際賽，在女單決賽以2比1（8-21、21-17、21-11）击败了资格赛选手、队友的水井敏捷，首次赢得國際系列賽女单冠军。同期1月，她出戰瑞典羽毛球公開賽，在女單決賽以0比2（21-23、19-21）不敌队友的漆崎真子，赢得亚军。

## 主要比賽成績
只列出曾進入準決賽的國際賽事成績：
| 年份   | 賽事                     | 公開賽級別 | 項目     | 成績   |
| ------ | ------------------------ | ---------- | -------- | ------ |
| 2016年 | 亞洲青年羽毛球錦標賽     | 其他       | 混合團體 | 季軍   |
| 2016年 | 中華台北羽毛球大師賽     | 大獎賽     | 女子單打 | 準決賽 |
| 2016年 | 世界青年羽毛球錦標賽     | 其他       | 混合團體 | 季軍   |
| 2017年 | 樂魚羽毛球國際挑戰賽     | 國際挑戰賽 | 女子單打 | 準決賽 |
| 2017年 | 世界青年羽毛球錦標賽     | 其他       | 混合團體 | 季軍   |
| 2018年 | 越南羽毛球國際挑戰賽     | 國際挑戰賽 | 女子單打 | 亞軍   |
| 2018年 | 加拿大羽毛球公開賽       | 超級100賽  | 女子單打 | 準決賽 |
| 2019年 | 愛沙尼亞羽毛球國際賽     | 國際系列賽 | 女子單打 | 冠軍   |
| 2019年 | 瑞典羽毛球公開賽         | 國際系列賽 | 女子單打 | 亞軍   |
| 2019年 | 越南羽毛球公開賽         | 超級100賽  | 女子單打 | 亞軍   |
| 2019年 | 印尼羽毛球國際挑戰賽     | 國際挑戰賽 | 女子單打 | 冠軍   |
| 2019年 | 馬來西亞羽毛球國際挑戰賽 | 國際挑戰賽 | 女子單打 | 亞軍   |
| 2021年 | 優霸盃                   | 其他       | 女子團體 | 亞軍   |
| 2023年 | 泰國羽毛球國際挑戰賽     | 國際挑戰賽 | 女子單打 | 冠軍   |
| 2023年 | 越南羽毛球國際挑戰賽     | 國際挑戰賽 | 女子單打 | 亞軍   |
| 2023年 | 塞班島羽毛球國際賽       | 國際挑戰賽 | 女子單打 | 準決賽 |
| 2023年 | 韓國羽毛球大師賽         | 超級300賽  | 女子單打 | 準決賽 |
| 2024年 | 塞班島羽毛球國際賽       | 國際挑戰賽 | 女子單打 | 亞軍   |
| 2024年 | 印尼北干巴魯羽毛球大師賽 | 超級100賽  | 女子單打 | 準決賽 |
| 2024年 | 吉隆坡羽毛球大師賽       | 超級100賽  | 女子單打 | 準決賽 |

| 2007-2017年 | 首要超級賽 | 超級賽 | 黃金大獎賽 | 大獎賽 | 國際挑戰賽 | 國際系列賽 | 未來系列賽 | 其他 |

| 2018-2026年 | 總決賽 | 超級1000賽 | 超級750賽 | 超級500賽 | 超級300賽 | 超級100賽 | 國際挑戰賽 | 國際系列賽 | 未來系列賽 | 其他 |